# SuriPop IV
SuriPop XIV was een muziekfestival in Suriname in 1986.
De finale werd gehouden in Paramaribo. Roy Mac Donald won dit jaar de Jules Chin A Foeng-trofee met zijn lied Pikin fowru. Het werd gezongen door Helianthe Redan.

## Finale
In de voorselectie koos de jury twaalf liederen. Deze kwamen in de finale uit en werden op een muziekalbum uitgebracht. Op het album uit 1986 stonden de volgende elf nummers:
| Nr. | Lied                       | Componisten         |
| --- | -------------------------- | ------------------- |
| A1  | The echo of this game      | Kenneth Moerli      |
| A2  | Salintina                  | Stanley Mandikarija |
| A3  | I don't know where you are | Annemarie Sanches   |
| A4  | Sranan uma                 | Hugo Landolf        |
| A5  | A firi fri                 | Josef Ulah          |
| A6  | Saamaka muje               | Roy Mac Donald      |
| B1  | Something is bothering me  | Roy Mac Donald      |
| B2  | Mi wan de nanga yu         | Kenneth Moerli      |
| B3  | Baby I love you            | Hugo Landolf        |
| B4  | Pikin fowru                | Roy Mac Donald      |
| B5  | Busi lobi                  | Roy Ritfeld         |

I (1982) · II (1983) · III (1984) · IV (1986) · V (1988) · VI (1990) · VII (1992) · VIII (1994) · IX (1996) · X (1998) · XI (2000) · XII (2002) · XIII (2004) · XIV (2006) · XV (2008) · XVI (2010) · XVII (2012) · XVIII (2014) · XIX (2016) · XX (2018) · XXI (2022) · Kerstsongeditie (2023) · XXII (2024)